# Ayşenur
Ayşenur ist ein türkischer weiblicher Vorname arabischer Herkunft, gebildet aus den Einzelnamen Ayşe mit der Bedeutung „lebhaft, lebensfroh, lebend(ig)“ sowie Nur mit der Bedeutung „Licht“ (vgl. an-Nūr).

## Namensträgerinnen
- Ayşenur Duman (* 1999), türkische Skilangläuferin
- Ayşenur İslam (* 1958), türkische Politikerin
- Ayşenur Sormaz (* 2000), türkische Handballspielerin